# Китайская бурозубка
Китайская бурозубка (лат. Sorex sinalis) — вид насекомоядных млекопитающих из семейства землеройковых. Обитает в провинциях Ганьсу, Сычуань и Шэньси в Китайской Народной Республике.

## Описание
При длине головы и туловища от 6,4 до 8,5 см китайская землеройка относится к средним и крупным видам землеройковых. Хвост достигает длины от 49 до 68 мм и поэтому лишь немного короче остального тела. Задние лапы длиной от 13 до 17 мм. Спинной и брюшной мех одноцветный — от серо-бурого до буро-оливкового. По сравнению с очень похожей равнозубой бурозубкой морда несколько длиннее, а череп несколько более узкий.
Череп имеет общую длину 20-22 мм и ширину 8,6-9,6 мм с длинной мордочкой. Как и у большинства видов рода, у вида есть один резец (incisivus) на половину верхней челюсти, а затем пять одноконечных зубов, один премоляр и три моляра. В нижней челюсти, напротив, за резцом находится один клык (caninus). В общей сложности у животных 32 зуба. Как и у большинства бурозубок, корни зубов окрашены в красный цвет. У вида есть небольшая центральная зазубрина на первом резце. Одноконечные зубы верхней челюсти постепенно уменьшаются в размерах от первого к пятому.

## Распространение и образ жизни
Эндемик Китайской Народной Республике, встречается в провинциях Ганьсу, Сычуань и Шэньси. Высотное распределение, вероятно, находится между 2700 и 3000 метрами над уровнем моря.
Как и в случае со многими другими видами рода, данных об образе жизни этого вида мало. Китайская бурозубка, вероятно, является исключительно высокогорным видом и встречается только на вершинах гор в зоне своего распространения. Места обитания — скалы с моховой подстилкой. Как и все землеройки, вид питается беспозвоночными, особенно насекомыми. В пределах своего ареала обитает частично симпатрично с полосатоспинной бурозубкой.

## Систематика
Первое научное описание было сделано зоологом Томасом Олдфилдом в 1912 году, который описал особь из района Фэн, провинция Шэньси, с высоты 3200 метров над уровнем моря. Долгое время вид рассматривался как родственный равнозубой бурозубке и как подвид обыкновенной бурозубки (S. araneus), но теперь считается отдельным видом. В пределах рода вид классифицируется в подрод Sorex.
В пределах вида, кроме номинативного вида Sorex sinalis sinalis, больше не выделяется никаких подвидов.

## Угрозы и охрана
Международный союз охраны природы (МСОП) не классифицирует китайскую бурозубку из-за недостатка данных и включает её в список «недостаточно данных»; до 1996 года вид был классифицирован как находящийся под угрозой исчезновения. Известны лишь отдельные записи на сравнительно большой территории, а данные о численности отсутствуют. По-видимому, вид обитает только на горных вершинах.